# Актюбинское нефтяное месторождение
Актю́бинское газоконденсатное месторождение (Актобе́, каз. Ақтөбе — белая вершина) — нефтяное месторождение Казахстана, расположено в Жылыойском районе Атырауской области, в 170 км юго-восточнее от города Атырау. Относится к юго-восточной прибортовой зоне Прикаспийской впадины.
В 1961 году структура была подготовлена под глубокое бурение, в 1962 году произведено глубокое бурение. В 1965 году открыто месторождение Актобе. Стадия разведки проходила в период с 1965 по 1970 годы.

## Характеристики месторождения
В тектоническом отношении, структура вмещающая месторождение, представляет собой прорванное солянокупольное поднятие.
Продуктивными отложениями являются породы келловейского и батского возрастов. В верхнеюрской части продуктивной пачки выделены пять нефтеносных горизонтов, в средней юре — два. Глубина залегания кровли пластов варьируется в пределах — 2215—2348 метров. Высота залежей — 9-26 метров. ВНК приняты на отметках −2262 и 383 м.
Коллекторы порового типа, открытая пористость которых равна 17,5-18,4 %, проницаемость — не более −308 мкм2. Нефтенасыщенная толщина — 2,2-10,6 м. Коэффициенты нефтенасыщенности — 0,44-0,58.
Начальные дебиты нефти — 12,9-40 м3/сут при штуцере 3 мм. Газовый фактор — 116,7-154 м3/м3.
Плотность нефти — 811—879 кг/м3.
Режим работы залежей упруговодонапорный. Месторождение в разработке с 1970 г.